# Итън Колидж
Итън Колидж или Итънски колеж (на английски: Eton College или само Итън, пълно наименование на английски: The King's College of Our Lady of Eton beside Windsor) е престижно средно училище за момчета в Англия, графство Бъркшър, основано от крал Хенри VI през 1440 г.
От създаването на колежа 19 негови випускници са станали министър-председатели на Великобритания. Британският престолонаследник принц Уилям, както и брат му принц Хари, са възпитаници на Итън.
Итънският колеж се намира на 30 км западно от Лондон, на брега на Темза, много близо до Уиндзор и неговия Уиндзорски замък. Официалният статут на училището е частно училище-пансион за момчета от 13 до 18 години. Цената за обучението е 14 167 лири стерлинги за учебен срок през 2019/2020 година като учебната година има три срока. Броят на всички ученици в Итън е 1300 души, като някои от тях учат безплатно, защото са кралски стипендианти.